# Espadriller

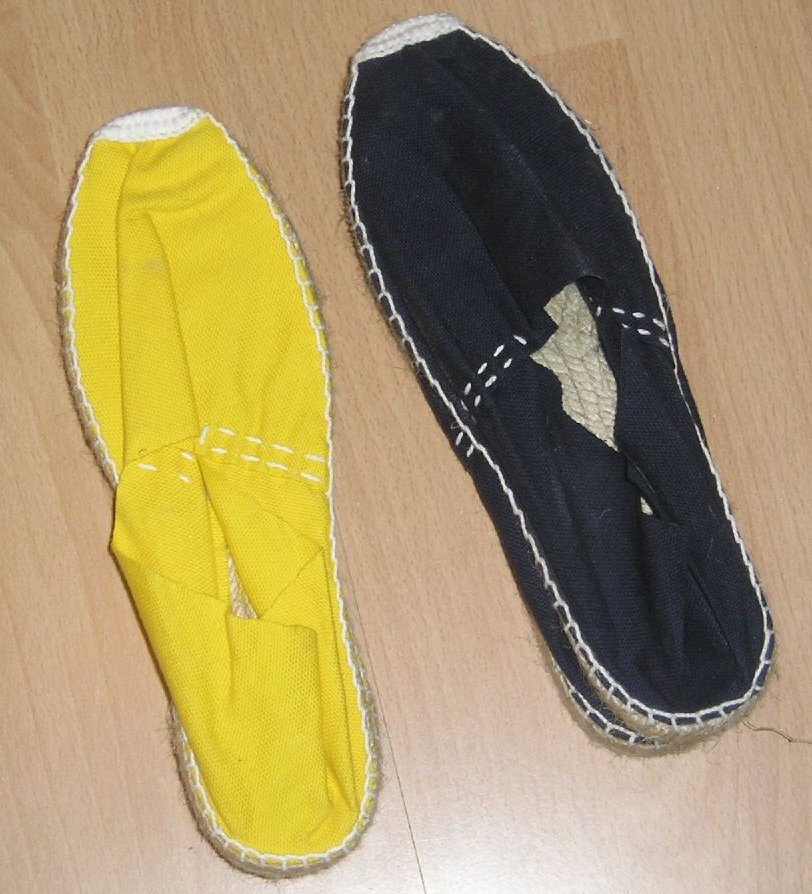
Espadriller med repsula.

Espadriller är en sandaltyp där sulan är gjord av rep. Espadriller härstammar ursprungligen från Pyrenéerna i norra Spanien.
Ordet espadriller är inlånat från franskan och kan ursprungligen komma från det katalanska ordet espart för espartogräs, ett slitstarkt Medelhavsgräs som används till att göra rep. Redan på 1300-talet började man tillverka espadriller (katalanska: espardenyes) i Katalonien. De var då arbetarklassens sko men har med åren växt i popularitet och säljs idag över hela världen i en mängd olika former och färger. 
Ordet "espadrill" är belagt i svenska språket sedan 1950-talet. Det var också under 1950-talet som espadriller blev mode.
Jacqueline Kennedy, Don Johnson och Gianni Agnelli är några av modeikonerna som ofta setts med ett par färgglada espadriller på fötterna. 
Traditionellt sett tillverkas espadriller av kanvastyg som sedan sys för hand till en sula av jute. Ofta finns det även en gummisula vilket gör skorna mer hållbara.
Skorna används av både män och kvinnor. Det finns inte heller någon vänster- respektive högersko. Jutesulan formar sig istället efter foten.